# Gertrud Bing
Gertrud Bing (1892 – 1964) fue una profesora alemana de Tradición Clásica y directora del Instituto Warburg, en Londres. 

## Trayectoria
Bing se educó en un instituto de Hamburgo entre 1909 y 1913; y concluyó esos estudios en el  Heinrich-Hertz Realgymnasium, en 1916. Luego, prosiguió su formación en las universidades de Múnich y Hamburgo. 
Ernst Cassirer le dirigió la tesis doctoral, en al que abordaba un aspecto de la obra de Theodor Lessing, su idea de precisión, en comparación con el pensamiento de Leibniz. 
En 1922 empezó a trabajar como bibliotecaria de la Biblioteca Warburg de Ciencias de la Cultura Kulturwissenschaflichen Bibliothek Warburg, la base del futuro Instituto Warburg que se formaría en Londres, tras su traslado allí, en 1933, con el ascenso de los nazis. Trabajadora incansable, ayudó a este traslado que ha sido determinante para la historia del arte de la segunda mitad del siglo XX.
Con su compañero, Fritz Saxl, el primer Director del nuevo Instituto, se asentó en Dulwich. Cuando Saxl murió, en 1948, tomó el relevo como Director de la institución Henri Frankfort. Pero a la muerte de éste en 1954, Gertrud Bing fue nombrada Directora del Instituto Warburg, al tiempo que profesora de Historia de la Tradición Clásica. Mantuvo este puesto hasta su fallecimiento en 1964.
Tras la muerte de Aby Warburg, en 1929, Bing editó sus Gesammelten Schriften.

## Escritos
- Der Begriff des Notwendigen bei Lessing:  Ein Beitrag zum geistesgeschichtlichen Problem Leibniz-Lessing. Hamburg, 1921, Tesis.
- "A. M. Warburg", Journal of the Warburg and Courtauld Institutes, 28, 1965, pp. 299-313.
- Editora de: Aby Warburg Die Erneuerung der heidnischen Antike: kulturwissenschaftliche Beiträge zur Geschichte der europäischen Renaissance, Leipzig, B. G. Teubner, 1932.